# Keramikmuseum Rheinsberg

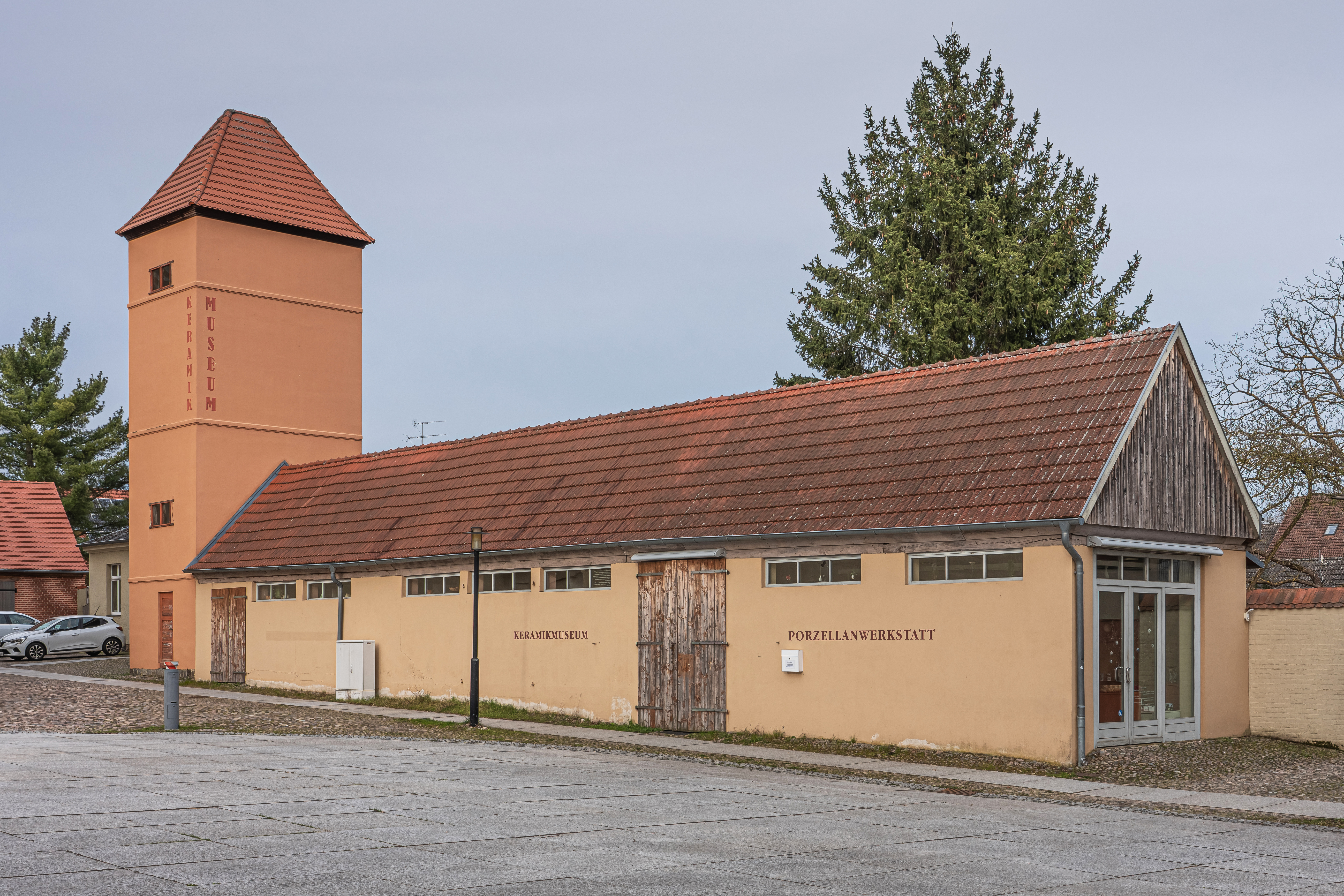
Das Museumsgebäude

Das Keramikmuseum Rheinsberg ist ein Spezialmuseum in Rheinsberg im Landkreis Ostprignitz-Ruppin in Brandenburg. Es zeigt die über 250-jährige Tradition der Rheinsberger Keramikmanufakturen.
Das im Jahr 2002 eröffnete Museum befindet sich im Stadtzentrum von Rheinsberg, im alten Spritzenhaus, direkt neben der St.-Laurentius-Kirche – in Sichtweite des Schlosses Rheinsberg. Etwa 600 Exponate zeigen die Geschichte der Keramikmanufaktur von den Anfängen 1762 als Fayencemanufaktur unter Prinz Heinrich von Preußen, über die Erfolge als früher Steingutproduzent bis hin zur Massenfabrikation der berühmten Rheinsberger Teekanne. Bekannt wurde der Rheinsberger Walzenkrug. Ein Figurentheater berühmter Persönlichkeiten im Turm des Spritzenhauses veranschaulicht unterhaltsam die Geschichte der Keramik in Rheinsberg. Ein original Filmrohschnitt aus dem Jahre 1938 zeigt zudem wie in den Werkstätten gearbeitet wurde.
Das privat geführte Museum wird von ACHATporzellan Rheinsberg gefördert und finanziert. Es ist von Februar bis Dezember geöffnet.